# Filomena Spagnuolo
Filomena Spagnuolo est une actrice américaine, d'origine italienne née le 4 décembre 1903 à Florence, en Italie, et décédée le 30 décembre 1987 à New York. Elle est la mère de l'acteur Joe Spinell avec qui elle partagea souvent l'affiche.

## Filmographie partielle

### Cinéma
- 1972 : Le Parrain (apparition non créditée)
- 1974 : Le Parrain 2 (apparition non créditée)
- 1976 : Next Stop, Greenwich Village (apparition non créditée)
- 1980 : Gloria (apparition non créditée)
- 1980 : Stardust Memories
- 1982 : Les Frénétiques (créditée en tant que Mary Spinell)
- 1983 : Vigilante (apparition non créditée)
- 1983 : Hold-up en jupons (Easy Money) de James Signorelli

## Distinctions

### Nominations
- Saturn Award :
  - Nommée au Saturn Award de la meilleure actrice dans un second rôle 1983 (Les Frénétiques)